# UK Rampage 1991
UK Rampage 1991 è stata la seconda edizione dell'evento in pay-per-view UK Rampage, prodotto dalla World Wrestling Federation. L'evento si è svolto il 24 aprile 1991 alla London Arena di Londra, ed è stato trasmesso su Sky Movies Plus.

## Risultati
| #          | Match | Stipulazioni                                           | Durata |
| ---------- | --- | ------------------------------------------------------ | ------ |
| Dark match | Dave Taylor, Steven Regal e Tony St. Clair hanno sconfitto Drew McDonald, Chic Cullen e Johnny South            | Six-man tag team match                                 | 10:00  |
| Dark match | The Brooklyn Brawler ha sconfitto Steve Casey                                                                   | Single match                                           | 07:29  |
| 1          | Jim Neidhart ha sconfitto The Warlord                                                                           | Single match                                           | 13:31  |
| 2          | Ted DiBiase (con Sensational Sherri) ha sconfitto Kerry Von Erich per countout                                  | Single match                                           | 14:05  |
| 3          | Greg Valentine ha sconfitto Haku                                                                                | Single match                                           | 08:41  |
| 4          | The Rockers (Shawn Michaels e Marty Jannetty) hanno sconfitto The Orient Express (Kato e Tanaka) (con Mr. Fuji) | Tag team match                                         | 15:46  |
| 5          | Jimmy Snuka ha sconfitto The Barbarian                                                                          | Single match                                           | 15:56  |
| 6          | The British Bulldog ha sconfitto The Berzeker (con Mr. Fuji)                                                    | Single match                                           | 16:03  |
| 7          | Earthquake ha sconfitto Jake Roberts per squalifica                                                             | Single match                                           | 11:11  |
| 8          | Hulk Hogan (c) ha sconfitto Sgt. Slaughter (con General Adnan)                                                  | Single match per il WWF World Heavyweight Championship | 16:01  |